# Betel, Varv
Betel, Varv är en kyrkobyggnad i Varv, Motala kommun. Kyrkan fanns åtminstone fram till 1991 och tillhörde Varvs baptistförsamling som var ansluten till Svenska Baptistsamfundet.

## Instrument
I kyrkan fanns en elorgel och ett piano.